# Hubert Rüsch

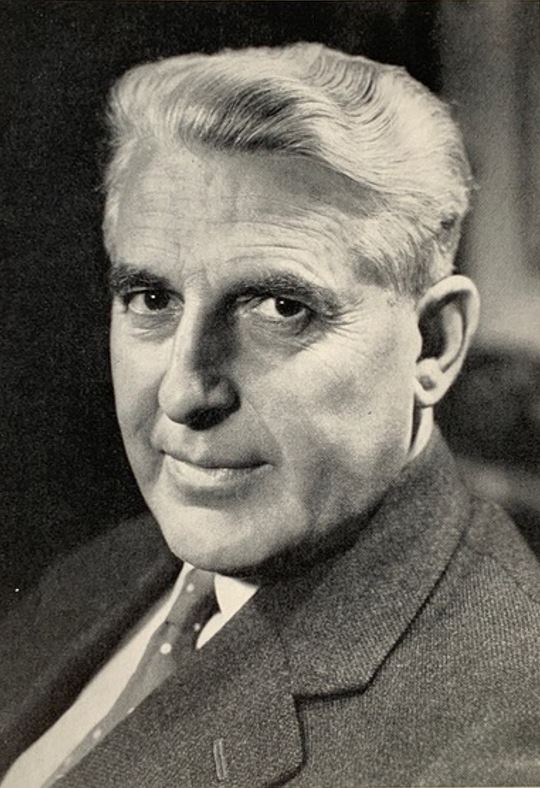
Hubert Rüsch (1968)

Hubert Rüsch (* 13. Dezember 1903 in Dornbirn; † 17. Oktober 1979 in München) war ein deutsch-österreichischer Bauingenieur. Er arbeitete und forschte im 20. Jahrhundert in Deutschland auf dem Gebiet des Stahlbetonbaus. Rüsch leistete bedeutende Beiträge zur Entwicklung des Stahlbeton-Schalenbaus, der Spannbetonbauweise und der Theorie des plastischen Verhaltens des Betons.

## Ausbildung und Wirken
Hubert Rüsch studierte von 1922 bis 1926 an der Technischen Hochschule München Bauingenieurwesen, u. a. bei Ludwig Föppl und Heinrich Spangenberg und entwickelte sein Interesse für weitgespannte Dachkonstruktionen aus „Eisenbeton“, der dann Stahlbeton genannt wurde.
Direkt nach seinem Studium 1926 ging Rüsch zur Firma Dyckerhoff & Widmann AG (Dywidag) und unterstützte dort Ulrich Finsterwalder bei der Tragwerksplanung der Großmarkthalle Frankfurt am Main, deren Dach erstmalig aus betonierten flachen Kreiszylindersegmentschalen bestand. Dann wirkte Rüsch unter der Leitung von Franz Dischinger auch mit bei Konstruktion und Berechnung der Betonschalenbauten der Großprojekte Großmarkthalle Leipzig und Markthalle Basel.
1931 promovierte er bei seinem Münchner Lehrer Ludwig Föppl zu dem Betonbauthema „Theorie der querversteiften Zylinderschalen für schmale, unsymmetrische Kreissegmente“.
Ab 1931 und bis 1934 leitete er das Konstruktionsbüro der Dywidag-Niederlassung Buenos Aires und kehrte 1935 zurück nach Deutschland. In den folgenden Jahren entstanden unter Rüschs Leitung im In- und Ausland zahlreiche Betonschalenbauten, darunter Planetarien, Sport- und Flugzeughallen, Bahnsteigdächer und vor allem Shedhallen. Bedeutendstes Beispiel war die 166.000 Quadratmeter große Halle des Volkswagenwerks in Wolfsburg. Eine zentrale Rolle spielte Rüsch ab 1943 im Rahmen der Entwicklung der Spannbeton-Norm DIN 4227.
1948 wurde Hubert Rüsch auf den Lehrstuhl für Massivbau seines Lehrers Heinrich Spangenberg an der Technischen Hochschule München berufen und wurde zu einem der führenden deutschen Spezialisten für die Theorie des Stahlbetons, den Spannbeton sowie das plastische Verhalten von Beton. 1951/52 und 1961/62 war Rüsch Dekan der Baufakultät, zu der auch die Architektur gehörte. Nach seiner Emeritierung 1969 wurde Herbert Kupfer auf den Lehrstuhl für Massivbau der TH München berufen; dieser war zuvor Student, Doktorand und Wissenschaftlicher Assistent sowie später auch Biograph von Hubert Rüsch.

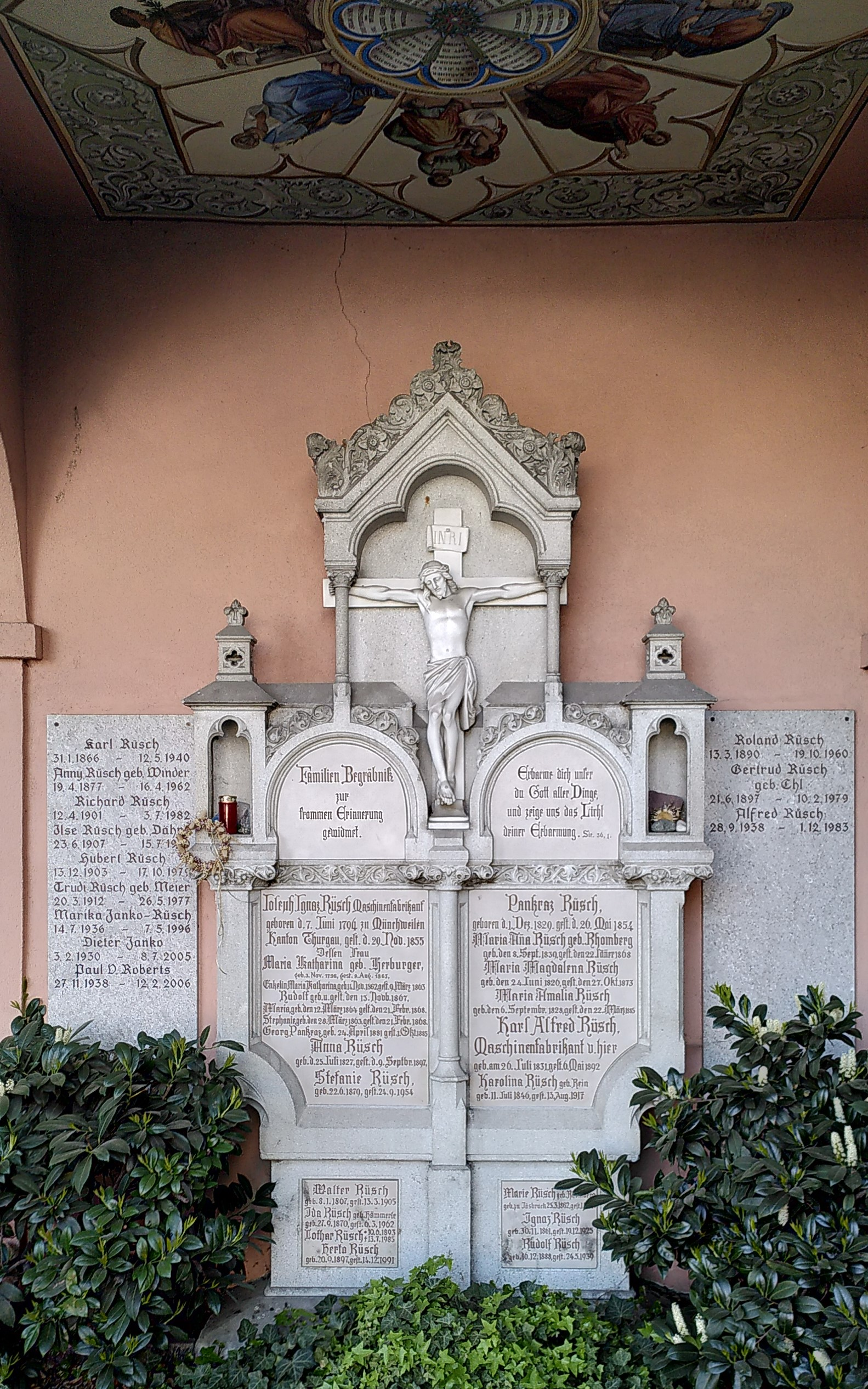
Rüsch-Familiengrab in Dornbirn/Vorarlberg, Friedhof Markt (Arkade 19). Die Namen von Hubert und Trudi Rüsch stehen auf der linken Ergänzungstafel. Aufnahme 2022.

Bis zu seiner Emeritierung nahm Rüsch durch seine Mitwirkung in zahlreichen internationalen Verbänden, etwa der Fédération Internationale de la Précontrainte  (FIP) oder dem Comité Européen du Béton (CEB) Einfluss auf die Entwicklung des Stahlbetonbaus.
Vereinzelt war Hubert Rüsch auch als Architekt tätig; so plante und baute er nach dem Zweiten Weltkrieg sein eigenes Wohnhaus auf dem Bödele (Geißkopf) bei Dornbirn.

## Privates
Hubert Rüsch entstammte einer vorarlbergischen Fabrikantenfamilie (Rüsch-Werke, Dornbirn) und verbrachte Kindheit sowie Jugend in Dornbirn. Er ist ein Urkenkel des Fabrikanten Josef Ignaz Rüsch, ein Enkel des Unternehmers Alfred Rüsch sowie Neffe des Unternehmers Ignaz Rüsch und ein Onkel des Politikers und Zivilingenieurs Karl-Werner Rüsch. 
Hubert Rüsch war seit 1935 verheiratet mit Trude, genannt Trudi, geb. Meier (1912–1977), die mütterlicherseits aus der Familie Dyckerhoff stammte und hatte drei Kinder.
Hubert Rüsch starb 1979 und liegt zusammen mit seiner Ehefrau im Rüsch-Familiengrab in Dornbirn begraben.

## Mitwirkung bei Ingenieurbauten (Auswahl)
- Großmarkthalle, Frankfurt am Main, 1926–1928
- Großmarkthalle, Leipzig, 1927–1929
- Markthalle, Basel, 1929
- Volkswagenwerk, Wolfsburg, 1938–1940

## Ehrungen
- 1938: Edward Longstreth Medaille des Franklin-Instituts Philadelphia[1]
- 1957: Emil-Mörsch-Denkmünze des Deutschen Beton-Vereins[1]
- 1959: Ehrendoktor der Technischen Hochschule Dresden[1]
- 1962: Wason-Medaille des American Concrete Institute[3][1]
- 1969: Stahlbetonbau, Berichte aus Forschung und Praxis. Hubert Rüsch gewidmet. Hrsg. von Georg Knittel, Herbert Kupfer. Verlag Wilhelm Ernst & Sohn, Berlin/München 1969. [Festschrift, enthält u. a.: Seiten VII ff. biographische Angaben, Seiten XI ff. Veröffentlichungen und Vorträge von Hubert Rüsch, Seiten XIII f. von Professor Rüsch betreute Doktorarbeiten.]
- 1972: Carl-Friedrich-Gauß-Medaille der Braunschweigischen Wissenschaftlichen Gesellschaft[1]
- 1976: Alfred-E.-Lindlau-Preis des American Concrete Institute[1]
- 1977: Foreign Associate der National Academy of Engineering, USA[1]

Hubert Rüsch zum Andenken wird seit 1983 vom Deutschen Beton- und Bautechnik-Verein der Rüsch-Forschungspreis alle zwei Jahre „jeweils auf dem Deutschen Bautechnik-Tag an einen jungen Forscher für eine Arbeit auf dem Gebiet des Betonbaus verliehen, die in dessen ersten sieben Berufsjahren entstanden ist.“

## Schriften (Auswahl)
- Theorie der querversteiften Zylinderschalen für schmale, unsymmetrische Kreissegmente, Dissertation, TH München 1931.
- Shedbauten in Schalenbauweise, System Zeiss-Dywidag. In: Beton- und Stahlbetonbau, Band 35, 1936, S. 159–165.
- Die Hallenbauten der Volkswagenwerke in Schalenbauweise, System Zeiss-Dywidag. In: Bauingenieur, Band 20, 1939, Heft 9/10, S. 123–129.
- Spannbeton-Erläuterungen zu DIN 4227. Richtlinien für Bemessung und Ausführung, Verlag von Wilhelm Ernst & Sohn, München 1954 (7. neubearbeitete Auflage 1981). Digitalisat der Auflage von 1954 auf portal.dnb.de, abgerufen am 26. Mai 2022.
- mit Herbert Kupfer: Bemessung von Spannbetonbauteilen. In: Beton-Kalender, Band 43, Teil 1, Ernst & Sohn 1954, S. 401–468, und Beton-Kalender, Band 69, Teil 1, 1980, S. 989–1086.
- Berechnungstafeln für rechtwinklige Fahrbahnplatten von Straßenbrücken. Hrsg. Deutsche Ausschuss für Stahlbeton (DAfStb), Heft 106, 1957.
- Stahlbeton – Spannbeton. vol. 1: Die Grundlagen des bewehrten Betons unter besonderer Berücksichtigung der neuen DIN 1045. Werkstoffeigenschaften und Bemessungsverfahren. Werner Verlag, Düsseldorf 1972.
- (Mit D. Jungwirth) Stahlbeton – Spannbeton. Bd. 2: Die Berücksichtigung der Einflüsse von Kriechen und Schwinden auf das Verhalten der Tragwerke. Werner-Verlag Düsseldorf 1976.